# たららん/パフィーのツアーメン
「たららん/パフィーのツアーメン」は、PUFFYの7枚目のシングル。1998年8月29日発売。発売元はエピックレコードジャパン。

## 解説
- 資生堂「TISS」CMソング。
  - 2004年に大貫亜美出演のダイハツ「ムーヴラテ」のCMソングにも起用される[1]。
- 作詞にクレジットされる初めてのシングルであり、最初に二人で書いたものを奥田に添削してもらう、という方法で作られた。語尾や助詞の一語を変えるだけで印象が変わってしまうことを学んだという。
- カップリングは、奥田のアルバム収録曲(「ツアーメン」)をモチーフとしている。

## 収録曲
1. たららん
作詞：PUFFY・奥田民生、作曲・編曲：アンディ・スターマー
2. パフィーのツアーメン
作詞：PUFFY・奥田民生、作曲・編曲：奥田民生
3. たららん（オリジナル・カラオケ）
4. パフィーのツアーメン（オリジナル・カラオケ）

## 収録アルバム
- FEVER*FEVER (#1)
- The Very Best of Puffy / amiyumi jet fever (#1)
- Hit&Fun (#1)